# ボツリオコッカス・ブラウニー
ボツリオコッカス・ブラウニー（学名：Botryococcus braunii ）は、光合成によって炭化水素（ボトリオコッセン）を生成することで注目される緑藻の1種（※ボツリオコッカス属3種中の1種）。まだよく分かっていないことも多く、分類についても研究者によって諸説ある。

## 開発・実用化
2015年6月8日、神戸大学・株式会社IHI・ちとせ研究所の3法人が共同で鹿児島県鹿児島市七ツ島の屋外大規模培養設備において「高速増殖型ボツリオコッカス」の1,500平方メートル規模での野外大規模培養に成功したと発表。
2017年11月6日、IHIと神戸大学、NEDOがタイに10,000平方メートル規模のプラントを開設し、育てたボツリオコッカス・ブラウニーから油を抽出し、航空燃料を作る実験を実施すると発表。
2018年12月3日、IHIと昭和シェル石油が藻類由来バイオジェット燃料供給体制構築を目的とした検討を開始したと発表。IHIと昭和シェル石油は国際規格ASTMの適合確認や藻類由来のバイオジェット燃料の製造から出荷、航空機への給油体制の構築に至るまでの課題と対策を検証する。
2020年6月28日、IHIとNEDOはボツリオコッカスから航空機向けバイオ燃料を生産する技術が、航空用代替ジェット燃料（持続可能な航空燃料、航空バイオ燃料）に関する国際規格「ASTM D7566 Annex7」を取得したと発表した。

## 注目される特性
- 生活排水などの汚れた水の中での棲息を比較的好む。
- 他のバイオエタノール（トウモロコシなど）と異なり、食用とされないので、食糧問題を避けることができる。現在、ボトリオコッカスが作り出す油は1ヘクタールあたり年間118トンと見積もられており、トウモロコシの0.2トン、アブラナ（菜種）の1.2トン、アブラヤシの6トンに比べ格段に多い[8]。
- 藻類であるため陸地で場所を取らず、森林破壊などの影響も少ないと考えられる。